# ارن لورنس
ارن لورنس (انگلیسی: Aaron Lawrence؛ زادهٔ ۱۱ اوت ۱۹۷۰) یک بازیکن فوتبال اهل جامائیکا است.
وی همچنین در تیم ملی فوتبال جامائیکا بازی کرده‌است.